# Banja Luka Rebels 2021
Questa voce raccoglie le informazioni riguardanti i Banja Luka Rebels nelle competizioni ufficiali della stagione 2021.

## Bosnian-Herzegovinian Football League 2021

### Stagione regolare
| Tuzla 9 maggio 2021, ore 13:00 | Tuzla Saltminers | 34 – 26 | Banja Luka Rebels | Teren Kasarna |

| Banja Luka 23 maggio 2021, ore 13:00 | Banja Luka Rebels | 18 – 22 | Sarajevo Spartans | Stadion Krajina |

| 6 giugno 2021 | Banja Luka Rebels | - – - (annullata) | Zagreb Patriots |  |

## Statistiche di squadra
| Competizione      | %Vittorie | In casa | In casa | In casa | In casa | In casa | In casa | In trasferta | In trasferta | In trasferta | In trasferta | In trasferta | In trasferta | Totale | Totale | Totale | Totale | Totale | Totale |
| Competizione      | %Vittorie | G       | V       | N       | P       | Pf      | Ps      | G            | V            | N            | P            | Pf           | Ps           | G      | V      | N      | P      | Pf     | Ps     |
| ----------------- | --------- | ------- | ------- | ------- | ------- | ------- | ------- | ------------ | ------------ | ------------ | ------------ | ------------ | ------------ | ------ | ------ | ------ | ------ | ------ | ------ |
| Stagione regolare | .000      | 1       | 0       | 0       | 1       | 18      | 22      | 1            | 0            | 0            | 1            | 26           | 34           | 2      | 0      | 0      | 2      | 44     | 56     |
| Totale            | .000      | 1       | 0       | 0       | 1       | 18      | 22      | 1            | 0            | 0            | 1            | 26           | 34           | 2      | 0      | 0      | 2      | 44     | 56     |